# Acoustic (album của Above & Beyond)
Acoustic là album phòng thu thứ ba của nhóm trance tiếng Anh Above & Beyond, phát hành vào ngày 28 tháng 1 năm 2014 bởi Anjunabeats.

## Danh sách bài hát
| STT | Nhan đề                     | Thời lượng |
| --- | --------------------------- | ---------- |
| 1.  | "Miracle"                   | 4:53       |
| 2.  | "You Got to Go"             | 5:38       |
| 3.  | "Satellite / Stealing Time" | 5:04       |
| 4.  | "Thing Called Love"         | 4:20       |
| 5.  | "Can't Sleep"               | 4:40       |
| 6.  | "Sun & Moon"                | 4:48       |
| 7.  | "Good for Me"               | 6:04       |
| 8.  | "Sirens of the Sea"         | 4:50       |
| 9.  | "Love Is Not Enough"        | 5:31       |
| 10. | "On a Good Day"             | 4:23       |
| 11. | "Alone Tonight"             | 4:37       |
| 12. | "Making Plans"              | 4:22       |

## Bảng Xếp Hạng
| BXH (2014)                           | Vị trí |
| ------------------------------------ | ------ |
| Album Bỉ (Ultratop Vlaanderen)       | 155    |
| Album Anh Quốc (OCC)                 | 57     |
| Album Hoa Kỳ Billboard 200           | 70     |
| Album Hoa Kỳ Independent (Billboard) | 13     |